# Citadel Center
Het Citadel Center is een wolkenkrabber in Chicago, Verenigde Staten. Het gebouw staat op 131 South Dearborn Street. De bouw van de kantoortoren begon in 2000 en werd in 2003 voltooid.

## Ontwerp
Het Citadel Center is 176,84 meter hoog en telt 39 verdiepingen. Het gebouw bevat kantoorruimte en winkels. Het is ontworpen door DeStefano and Partners met Ricardo Bofill Arquitectura als adviseur.
Het gebouw heeft een totale oppervlakte van 142.750 vierkante meter en is in postmodernistische stijl ontworpen. De lobby van het gebouw bevat een afgietsel van de Nikè van Samothrake.
In de film Wanted springt een personage vanaf het Citadel Center naar het Carbide and Carbon Building. Dit gebouw staat circa vijf blokken naar het noorden.